# Farbwechsler
Ein Farbwechsler ist ein Zusatzgerät für Scheinwerfer in der Bühnentechnik, das eine automatisierte und meistens ferngesteuerte Beeinflussung der Lichtfarbe ermöglicht. Solche Farbwechsler sind deshalb häufig so konstruiert, dass man sie im Bereich der Lichtaustrittsöffnung des Scheinwerfers in dort vorhandene Führungen, die u. a. auch zur Aufnahme einfacher Farbfilter gedacht sind, einschieben kann.
Im Gegensatz zu einfachen Scheinwerfern sind bei Leuchten mit höherem Automatisierungsgrad Farbwechselsysteme üblicherweise integraler Bestandteil der Gesamtkonstruktion. Wenn solch eine Leuchte im Wesentlichen nur die beiden ferngesteuerten Funktionen „Helligkeit“ und „Farbe“ bietet, wird gelegentlich mangels treffenderem Begriff ebenfalls von Farbwechslern gesprochen.

## Bauformen
Bei den als Zusatzgerät ausgeführten Farbwechslern sind mehrere Bauformen verbreitet, die sich durch die Art der Vorhaltung und Positionierung der für die Farbbestimmung erforderlichen Filter unterschieden.
Die neuste Bauform unter Farbwechslern ist die LED-Technik. Diese wird z. B. in PAR-Scheinwerfern eingesetzt und dient auch hier als Farbwechsler.

### Farbräder

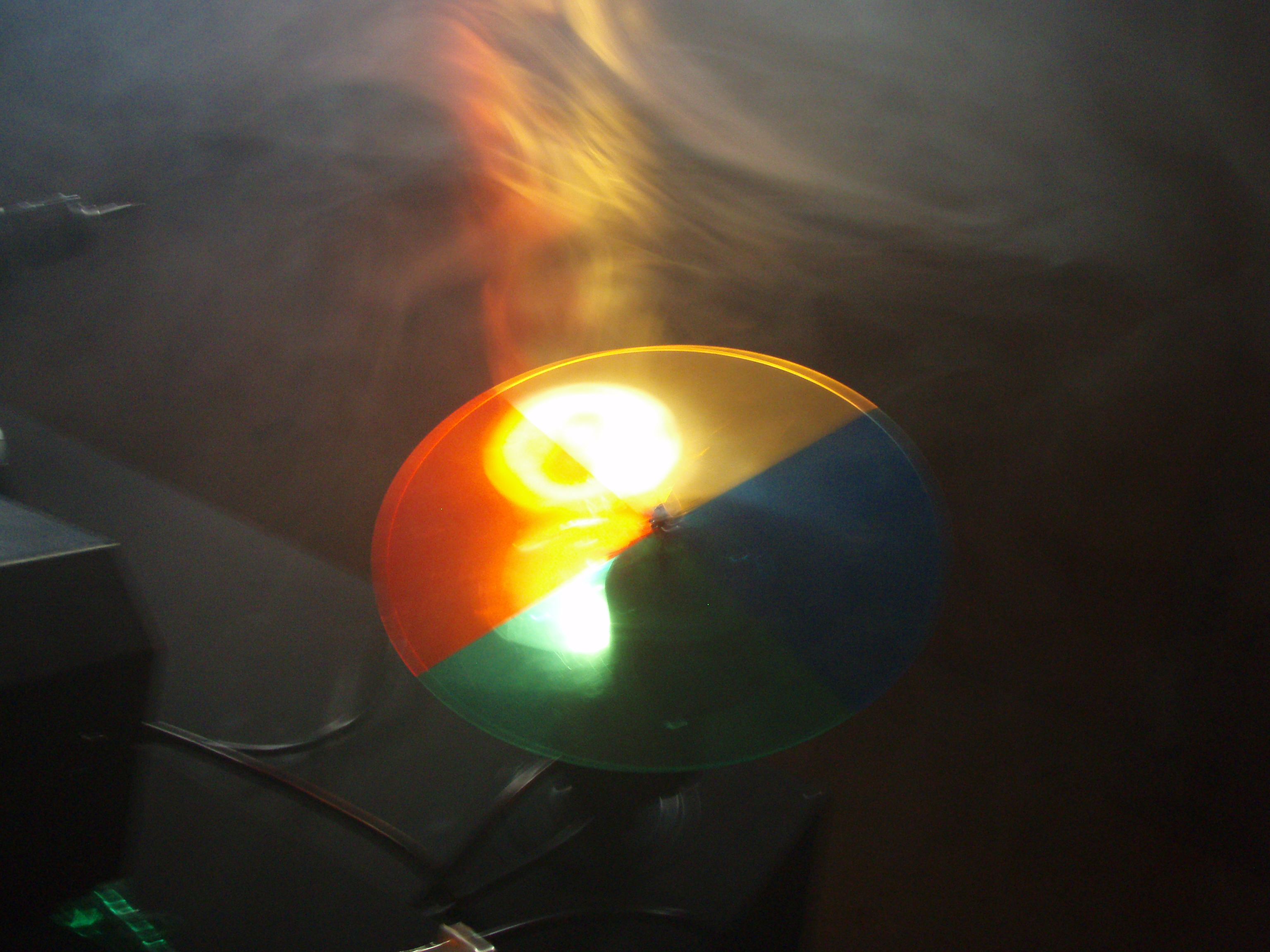
Farbrad für die Bühnenbeleuchtung (engl. Coloured Filter Gel Filter)

Technisch einfacher und daher auch älter ist das Konzept der sog. Farbräder. Hierbei werden verschiedene Farbfilter entlang dem Rand eines Rades angebracht. Das Farbrad ist so am Scheinwerfer angebracht, dass durch Drehen des Rades ein bestimmter Filter ausgewählt werden kann, der sich dann vor der Lichtaustrittsöffnung befindet.

### Rollenfarbwechsler
Bei den Rollenfarbwechslern (engl. scroller) werden Bänder, die aus verschiedenfarbigen Farbfilterfolien zusammengesetzt sind (engl. Gelstrings), zwischen jeweils zwei Rollen hin- und hergespult. Die Breite des Bandes, die Länge der einzelnen Farbabschnitte und der Abstand der beiden Rollen sind dabei so gewählt, dass der Bandabschnitt zwischen den beiden Rollen von seiner Größe her ausreicht, um die Lichtaustrittsöffnung des Scheinwerfers vollständig zu bedecken. Je nachdem, welcher Farbabschnitt sich gerade vor der Lichtaustrittsöffnung befindet, wird das Licht eingefärbt.
Das Erreichen einer hohen Wiederholgenauigkeit in Bezug auf die ferngesteuerte Positionierung, ist bei Farbrädern einfacher zu erreichen, als bei Rollenfarbwechslern. Außerdem können bei Farbrädern Glasfilter eingesetzt werden, die sich gegenüber Filterfolien durch eine höhere Lebensdauer auszeichnen. Deswegen werden Farbräder bevorzugt bei Anwendungen eingesetzt, wo ein häufiger Austausch von ausgeblichenen Filtern ausgeschlossen werden soll.
Da das Aufwickeln auf den Rollen eine platzsparende Form der Filtervorhaltung ist, ist es bei Scrollern im Vergleich zu Farbrädern aber leichter möglich mit einer höheren Zahl an verschiedenfarbigen Filtern zu arbeiten. Außerdem ist es bei Scrollern vor allem dann, wenn Lichtkegel mit größeren Querschnitten gefiltert werden sollen, einfacher, höhere Farbumschaltgeschwindigkeiten zu erreichen, was durch die niedrigeren zu bewegenden Massen bedingt ist.

### Farbfolienrahmen
Bei Verfolgerscheinwerfer werden ca. sechs Farbfolienrahmen eingesetzt, die mit über eine Mechanik mit einem Finger in den Strahlengang hineingeschoben werden können. Hier kommen zwei Systeme zum Einsatz. Einmal das Boomerang System und das Push Pull System.

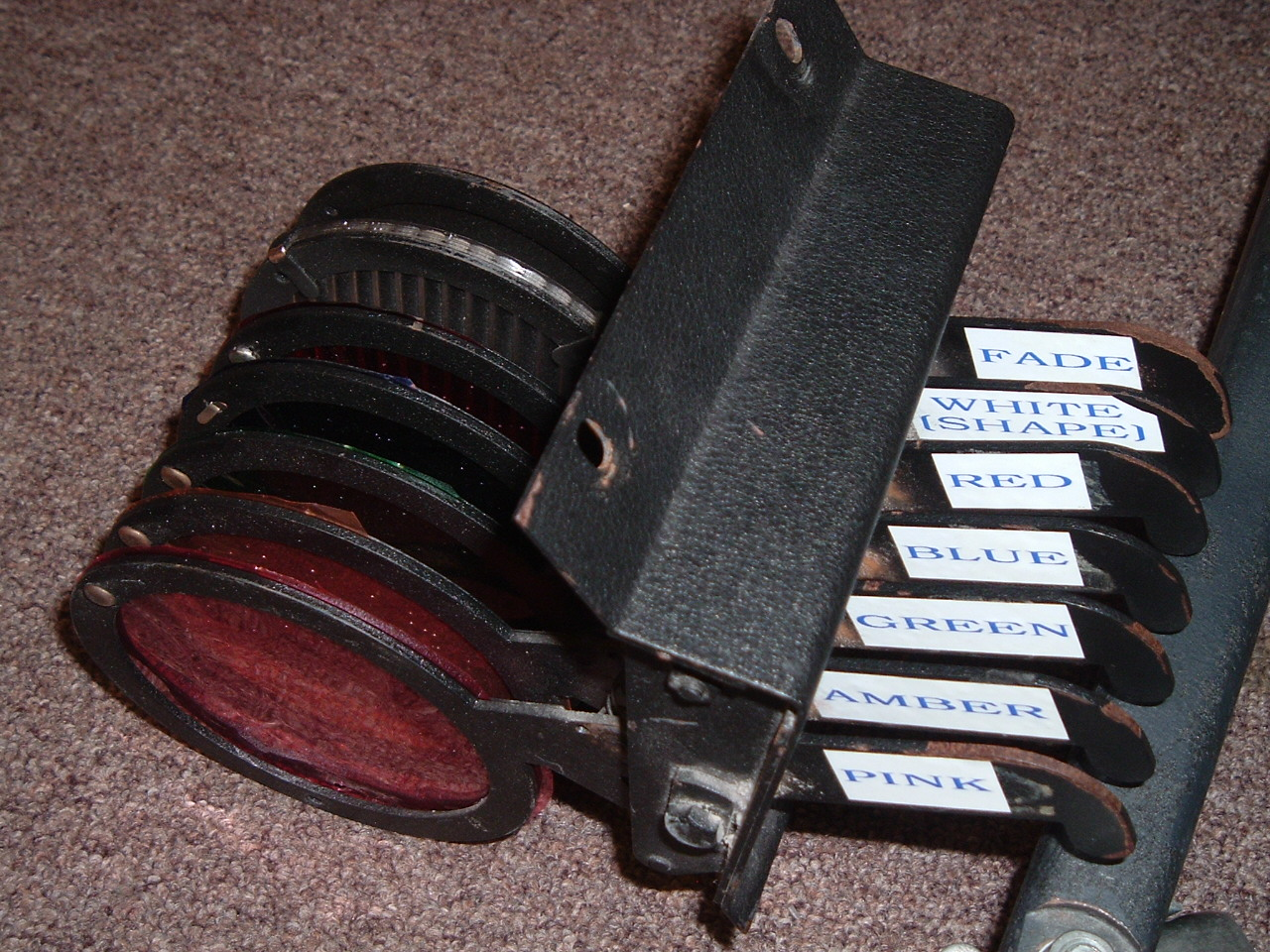
Farbwechsler für Verfolger (Boomerang)

Beim Einführen einer Farbe im Boomerang System fallen zu gleicher Zeit alle Farben, die sich noch im Strahlengang befinden, durch die Schwerkraft heraus. Ein Farbwechsel erfolgt so reibungslos. Jedoch erfolgt das Herausfallen der Farbe meist nicht gedämpft, so dass der Verfolger durch das Anschlagen des Farbfolienhalters zittert, was bei offenem Lichtstrahl auf der Bühne deutlich zu sehen ist. Nur bei großen Verfolgern mit genügend eigener Masse ist es kaum zu bemerken.
Muss bei Verfolgern „über Kopf“ gearbeitet werden (Trussverfolger), die auch sehr steil herunterleuchten, wirkt die Schwerkraft aber nicht mehr ausreichend auf den Boomerang Farbwechsler, da die Schwerkraft zum Ziehen der Farbfolienmechanik in einem ungenügenden Winkel wirkt, so dass diese Kraft nicht mehr ausreicht um die bisherige Farbe auszulösen. Darum verwendet man dann bei solchen Verfolgern einen Push Pull-Farbwechsler. Dieser arbeitet unabhängig von der Schwerkraft, in dem die Farbe zur Seite hinaus bzw. hinein in dem Strahlengang gefahren wird. Mit einer zweiten Handgriff muss man aber noch die bisherige Farbe aus dem Strahlengang herausdrücken. Dieses Farbwechslersystem arbeitet weitgehend ruckelfrei.

## Farbmischung
Zusätzlich zu den klassischen Bauformen sind heute vermehrt auch Systeme erhältlich, die eine stufenlose Farbmischung ermöglichen. Dabei sind nicht nur fertige Geräte mit LED-Farbmischung (RGB, oder andere Kombinationen, z. B. mit verschiedenen Weissabstufungen oder mit Amber) oder Movinglights mit integriertem CMY-Farbmischsystem erhältlich, sondern auch Zusatzgeräte. Dazu zählen Rollenfarbwechsler mit mehr als einem Farbfilterband mit Farbverläufen oder Scheinwerferaufsätze mit farbigen Glaslamellen oder auch Farbgelen, die mit dem System der subtraktiven Farbmischung arbeiten.